# Alan Marley
Alan Marley est footballeur international néo-zélandais des années 1970, qui évoluait au poste d'attaquant.

## Biographie
International néo-zélandais entre 1972 et 1973, il participe à la Coupe d'Océanie 1973, organisée à domicile. Il inscrit trois buts dans ce tournoi et le remporte, tout en terminant co-meilleur buteur. 
Il participe également aux éliminatoires de la Coupe du monde 1974, sans succès.

## Buts inscrits en sélection
| Buts en sélection de Alan Marley | Buts en sélection de Alan Marley | Buts en sélection de Alan Marley | Buts en sélection de Alan Marley | Buts en sélection de Alan Marley | Buts en sélection de Alan Marley | Buts en sélection de Alan Marley            |
|                                  | Date                             | Lieu                             | Adversaire                       | Score                            | Résultat                         | Compétition                                 |
| -------------------------------- | -------------------------------- | -------------------------------- | -------------------------------- | -------------------------------- | -------------------------------- | ------------------------------------------- |
| 1.                               | 21 février 1973                  | Auckland (Nouvelle-Zélande)      | Nouvelle-Calédonie               | ?                                | 2-1                              | Coupe d'Océanie de football 1973 (1er tour) |
| 2.                               | 23 février 1973                  | Auckland (Nouvelle-Zélande)      | Nouvelles-Hébrides               | ?                                | 3-1                              | Coupe d'Océanie de football 1973 (1er tour) |
| 3.                               | 24 février 1973                  | Auckland (Nouvelle-Zélande)      | Tahiti                           | ?                                | 2-0                              | Coupe d'Océanie de football 1973 (Finale)   |

## Palmarès
- Vainqueur de la Coupe d'Océanie 1973 avec l'équipe de Nouvelle-Zélande
- Co-meilleur buteur de la Coupe d'Océanie 1973 avec trois buts